# 深浦里信号場
深浦里信号場（シンポリしんごうじょう）または深浦里駅（シンポリえき）は江原道三陟市にかつて存在した韓国鉄道公社嶺東線の駅である。

## 歴史
- 1940年8月1日：開業。
- 1963年5月20日：廃止。
- 1969年6月25日：信号場として復活。
- 1969年8月28日 : 駅舎新築。
- 1995年8月10日 : 配置簡易駅に昇格。
- 1995年8月15日 : 桶里駅の被管理駅となる。
- 2001年9月8日 : 信号場に格下げ。
- 2006年11月1日 : 旅客取り扱いを中止。
- 2012年6月27日：ソラントンネルの開業に伴い廃止[1]
- 2014年10月24日：チューチューパークスイッチバックトレインの運行開始